# Rubiol
|  | Aquest article tracta sobre la pasta balear. Vegeu-ne altres significats a «Rubiol (desambiguació)». |

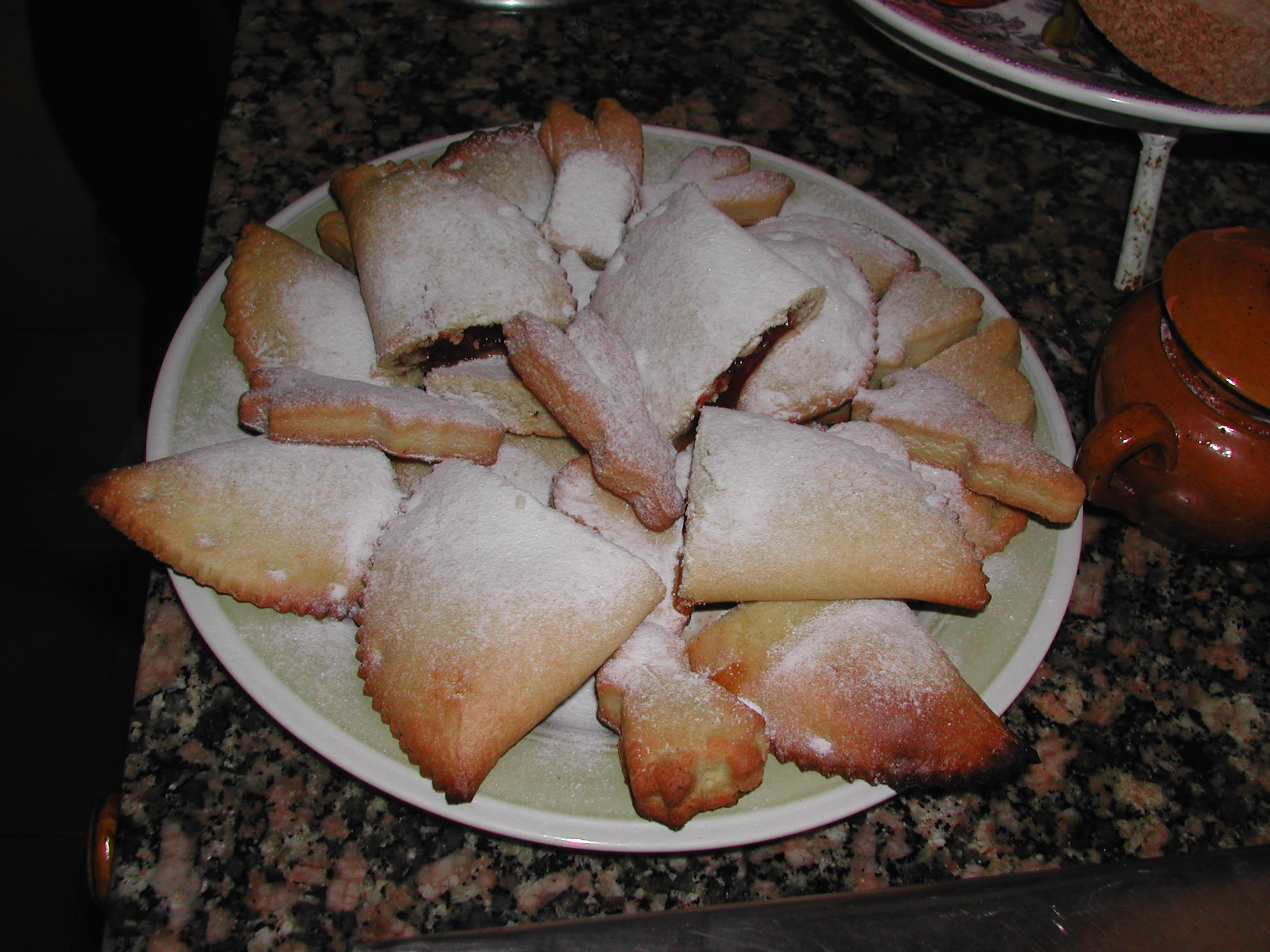
Rubiols dolços oberts, amb sucre en pols per sobre.

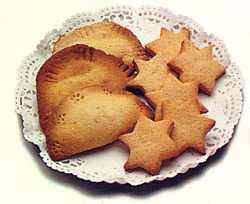
Rubiols (esquerra) i crespells (dreta) en un plat.

El rubiol és una pasta típica de Mallorca i Menorca consistent en una peça de pasta de farina fina, pastada amb oli, saïm i ou, doblegada en forma semicircular i amb un farcit dolç o salat.
A Mallorca, els rubiols són dolços i poden estar farcits de brossat, flam, confitura o altres dolços. Els rubiols a Menorca són salats i es mengen típicament per festes majors. Aquests poden ser de sofregit, de peix, de carn o d'espinacs, que solen tenir també panses i pinyons.
És també una menja típica de les festes de Pasqua.